# Shell Centre
Le Shell Centre est un gratte-ciel de bureaux de 107 mètres de hauteur construit à Londres au Royaume-Uni en 1962. L'immeuble a été l'un des premiers bâtiments de grande importance en Europe à être doté de l'air conditionné.
L'architecte est Sir Howard Robertson.
À sa construction le Shell Centre était l'un des plus hauts bâtiments du Royaume-Uni.